# 이의 (전한)
이의(李義, ? ~ ?)는 전한 후기의 관료이다.

## 행적
본시 3년(기원전 71년), 정위에 임명되었다.

## 출전
- 반고, 《한서》 권19하 백관공경표 下

| 전임 이광 | 전한의 정위 기원전 71년 ~ 기원전 69년? | 후임 우정국 |